# Bainit

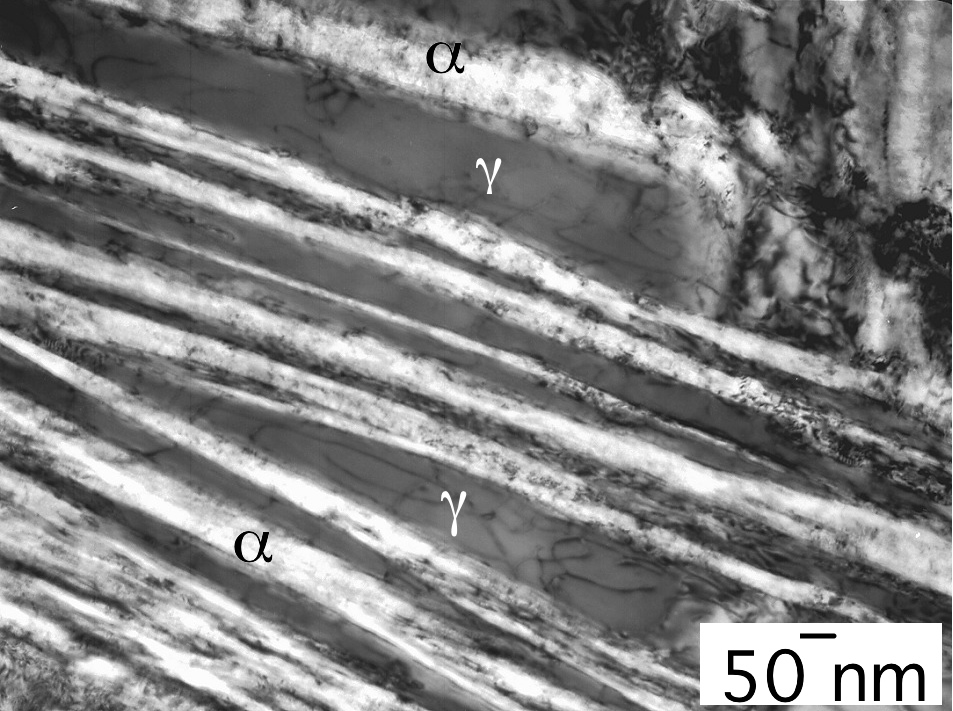
Mikrostruktur för bainit.

Bainit är en struktur som skapas vid kylning av austenit. Bainit består av α-ferrit och cementit. Bainit är hårdare än perlit men inte lika hårt som martensit. Hållfastheten bestäms till stor del av den temperatur som bainiten formas vid.
Vanliga legeringsämnen som styr bainitförvandlingen är krom, mangan och molybden (förutom kol). Om kolhalten är hög ökar benägenheten att martensit bildas.